# Honor Fell
Dame Honor Bridget Fell, DBE, FRS (22 de mayo de 1900 - 22 de abril de 1986) fue una científica y zoóloga británica. Sus contribuciones a la ciencia incluyeron el desarrollo de métodos experimentales en cultivo de órganos, cultivo de tejidos y biología celular.

## Biografía
Fell nació el 22 de mayo de 1900 en Fowthorpe, cerca de Filey (Yorkshire), hija del coronel William Edwin Fell y de Alice Fell, la menor de nueve hermanos. Tuvo seis hermanas y dos hermanos, el menor de los dos, con síndrome de Down, murió a los ocho años. Fell era conocida como la benjamina de la familia. Su padre era un pequeño terrateniente, pero no se puede decir que fuera un agricultor de éxito. En cambio, su madre era una carpintera muy práctica y capaz. Tanto los registros escolares como los familiares destacan su afición infantil por los hurones. Fell llevó a su hurón Janie a la boda de su hermana Barbara cuando sólo tenía trece años. Fell apenas tuvo contacto con su familia hasta la década de 1960, cuando uno de sus sobrinos, Henry Fell, y su esposa le pidieron que se quedara con ellos. Después de aquella visita, siempre pasaba la Pascua con ellos y a veces la Navidad.
Fue educada en el Wychwood School, al norte de Oxford, y más tarde en el Madras College.  Los registros del colegio hacen referencia a los hurones de Honor Fell, que poblaban el jardín. En 1916 ingresó en el Madras College de St. Andrews. Más tarde, en 1918, comenzó sus estudios universitarios de zoología en la Universidad de Edimburgo, asesorada por Francis Albert Eley Crew. Crew recomendó a Fell como investigadora de verano al patólogo de Cambridge Thomas Strangeways, que trabajaba en el entonces nuevo campo del cultivo de tejidos. Cuando Fell se licenció en 1922 y no encontró ningún puesto científico vacante en Edimburgo, empezó a trabajar a tiempo completo como ayudante de investigación de Strangeways. En 1924 se doctoró con el título Estudios histológicos sobre las gónadas de las aves de corral y en 1932 obtuvo el título de doctora en Ciencias.

## Laboratorio de investigación de Strangeways
El Laboratorio de Investigación Strangeways, Cambridge, era una institución de investigación independiente de renombre mundial. Debido a la falta de fondos en 1908, se vio obligado a cerrar, pero reabrió al año siguiente. Después de la inesperada muerte de Thomas Strangeways en 1926, el futuro de su centro de investigación, entonces conocido como Cambridge Research Hospital, estaba en duda. Después de la promoción de Fell y su colaborador FG Spear, los fideicomisarios de la institución decidieron mantener abierto el grupo de investigación, con financiación del Medical Research Council . Fell fue nombrada nueva directora en 1928 y el nombre de la institución se cambió a Strangeways Research Laboratory en honor a su fundador. Una razón de peso para nombrar a Fell fue que no necesitaba sueldo. Fell fue financiada por la Beit Memorial Fellowship y apoyada por la Royal Society Research Fellowship. Los investigadores que trabajaban en el laboratorio nunca se financiaban con los fondos del laboratorio de investigación, que se obtenían de distintas fuentes. Fell fue directora hasta 1970, cuando la sucedió Michael Abercrombie. Durante ese tiempo, también mantuvo un activo programa de investigación en cultivo de tejidos y órganos.
Aunque el laboratorio nunca estuvo bien financiado, Fell describió la situación financiera en un momento dado como "una especie de pesadilla" : 250 —desarrolló una reputación internacional en cultivo de tejidos, biología celular y radiobiología, y atrajo a un gran número de científicos visitantes; en una tabulación se registraron visitantes de 32 países diferentes. Durante la década de 1930, Fell se interesó especialmente en encontrar puestos para los científicos que llegaban como refugiados de Europa continental. Como raro ejemplo de mujer en la alta dirección científica de la época, Fell también destaca por apoyar las carreras científicas de mujeres en Strangeways, entre ellas la zoóloga australiana Margaret Hardy. La habilidad de Fell en el trabajo en red y la administración se considera una de las principales contribuciones al éxito del laboratorio.

## Jubilación
Al jubilarse, Fell se convirtió en investigadora en la División de Inmunología, Departamento de Patología de la Universidad de Cambridge, en 1970, donde una vez más retomó la inmunobiología de la enfermedad reumatoide. Regresó a Strangeways en 1979 y permaneció allí, aún trabajando en el laboratorio, hasta poco antes de su muerte en 1986.

## Métodos de cultivo de tejidos y órganos.

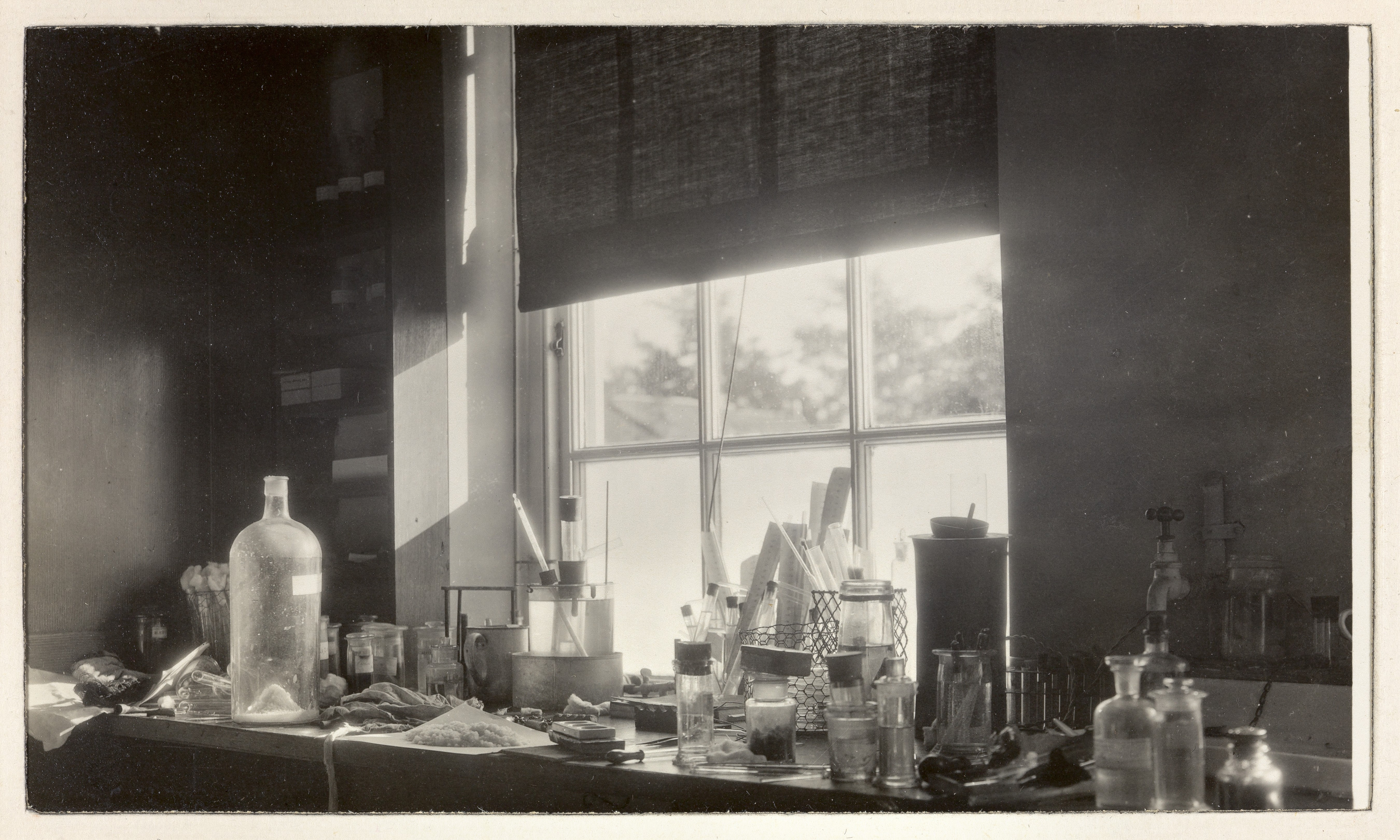
Área de trabajo de Fell en Strangeways, ca. 1950.

La carrera de Fell comenzó durante las primeras etapas del desarrollo del cultivo de tejidos como método para trabajar con células vivas. Antes de que Fell se uniera, esta investigación fue iniciada originalmente por el biólogo Ross Harrison en 1907. En 1910, comenzó realizando pequeños experimentos. Esto permitió a los científicos estudiar células vivas diferenciadas en entornos que se asemejaban al comportamiento de los órganos del cuerpo animal. La transición del examen histológico de tejidos fijados y teñidos a la observación de células vivas suscitó un gran entusiasmo cuando se desarrollaron las técnicas por primera vez, aunque su utilidad fue algo controvertida entre los científicos durante los primeros tiempos. El método más notable y fundamental del cultivo celular es la hibridación celular. El cultivo de órganos es un sistema experimental excelente para estudiar las respuestas de las células organizadas y funcionales a los factores ambientales. El cultivo de tejidos también suscitó un gran interés popular en los medios de comunicación, con informes contemporáneos que describían a Fell como una mujer que trabajaba "cultivando vida en botellas" y al cultivo de tejidos como algo que conduciría al crecimiento de bebés humanos en tubos de ensayo. Con el tiempo, el cultivo celular o los experimentos in vitro se han convertido en un pilar fundamental de la investigación en ciencias de la vida.

## Vida personal
Fell vivió sola durante su vida laboral y nunca se casó ni tuvo hijos. Primero vivió en un alojamiento y después en una casa cerca del Laboratorio para facilitar el acceso. Se entretenía poco, pero le encantaba ir de pícnic con sus amigos a la campiña de Fenland. En Who's Who aparece como pasatiempo "Viajar", pero sus viajes, aunque numerosos y por todo el mundo, eran para asistir a conferencias, reunirse y trabajar durante unas semanas con colegas científicos o pronunciar una conferencia importante o recibir un premio distinguido. Le gustaba viajar para asistir a actos y conferencias científicas. Sus habilidades para fomentar la colaboración entre científicos se han descrito como decisivas para el éxito de Strangeways durante su dirección.

## Afiliaciones y premios
- 1924: becaria júnior de Beit
- 1927: becaria Beit de cuarto año
- 1928: becaria Beit sénior

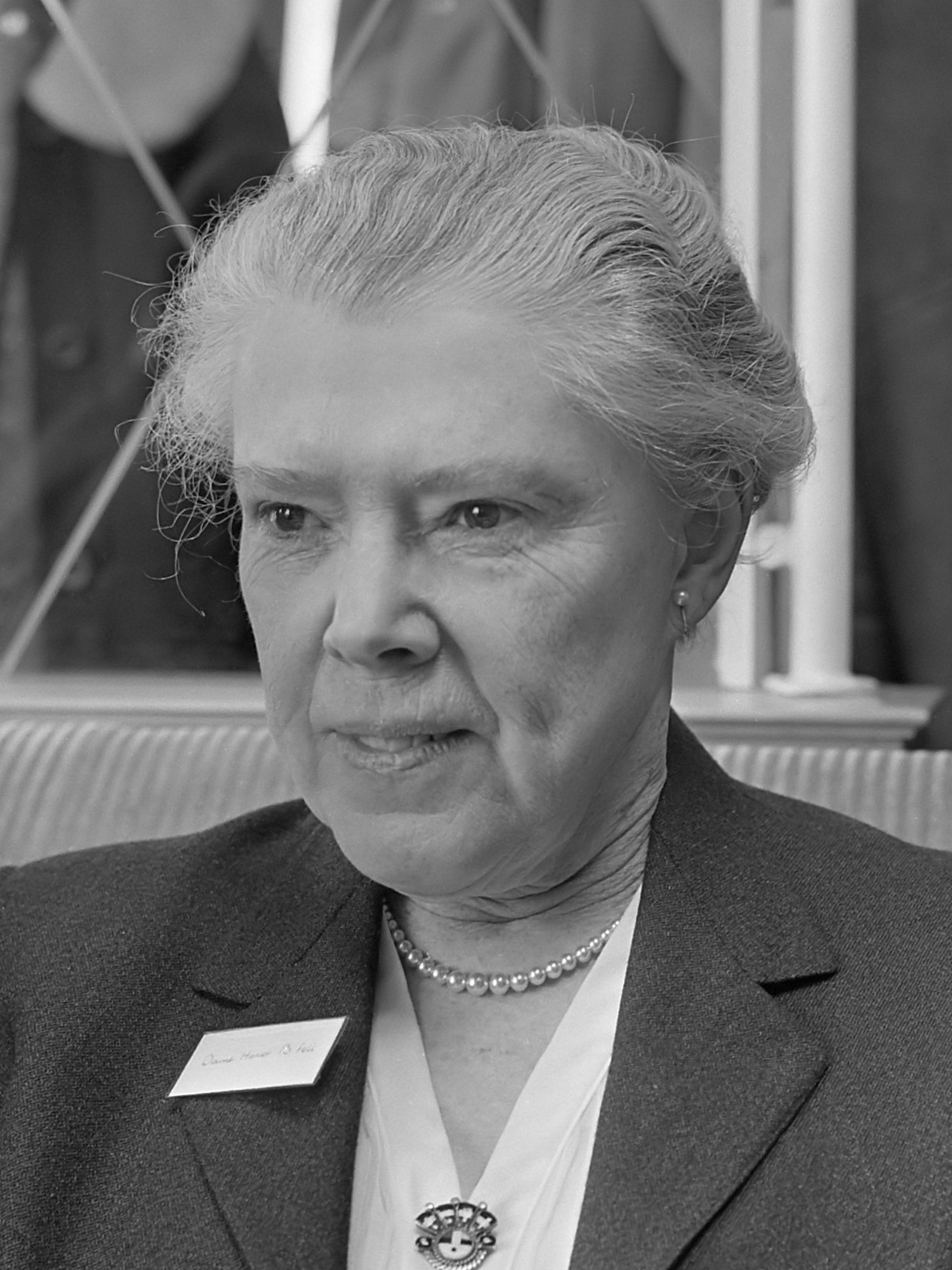
Bridget Fell (1966)

- 1929–70: directora del Laboratorio de Investigación de Strangeways
- 1931-1943: investigadora Messel  Fellow Royal Society
- 1948 premio y medalla Trail, Sociedad Linnaeus[13]
- 1943-1967: designada miembro de investigación de Foulerton, Royal Society
- 1953: miembro electo, Royal Society of London[1]
- 1955: miembro electo, Girton College, Universidad de Cambridge
- 1957: miembro Honorario Extranjero Elegido, Academia Estadounidense de Artes y Ciencias[14]
- 1959: doctor honoris causa por la Universidad de Edimburgo
- 1963: dama Comendadora de la Orden del Imperio Británico
- 1963: nombrada catedrático de investigación de la Royal Society
- 1964: doctor honoris causa por la Universidad de Oxford
- 1964: doctor honoris causa por la Universidad de Harvard
- 1965: galardonada con el Gran Premio Charles-Leopold Mayer de la Academia de Ciencias de Francia
- 1975: doctor honoris causa, Universidad de Leiden
- 1977: nombrada Profesor Walker-Ames, Universidad de Washington, Seattle